# Marie-Félix-Hippolyte Lucas
Pour les articles homonymes, voir Hippolyte Lucas.
Marie-Félix-Hippolyte Lucas est un peintre français né le 9 octobre 1852 à Rochefort-sur-Mer et mort le 17 avril 1925 à Bougival.

## Biographie
Marie-Félix-Hippolyte Lucas est élève d'Isidore Pils, Henri Lehmann et Évariste-Vital Luminais aux Beaux-Arts de Paris. Entre 1877 et 1924, ses œuvres sont régulièrement exposées au Salon des artistes français où il reçoit de nombreuses récompenses. Il est également primé aux Expositions universelles de 1889 et 1900. Il est nommé chevalier de la Légion d'honneur.
Il a participé à la décoration du casino de Monte-Carlo et a réalisé la fresque de L'Activité commerciale en Europe de la Bourse de commerce de Paris,.
Il eut entre autres pour élèves Gaston Manchon.

## Distinctions
- Chevalier de la Légion d'honneur (1900).

## Salons et expositions
- Salon de 1877.
- Salon des artistes français de 1881.
- Salon des artistes français de 1885 : Printemps sacré.
- Exposition universelle de 1889 à Paris.
- Exposition universelle de 1900 à Paris.
- Salon des artistes français de 1924.

Œuvres de Marie-Félix-Hippolyte Lucas
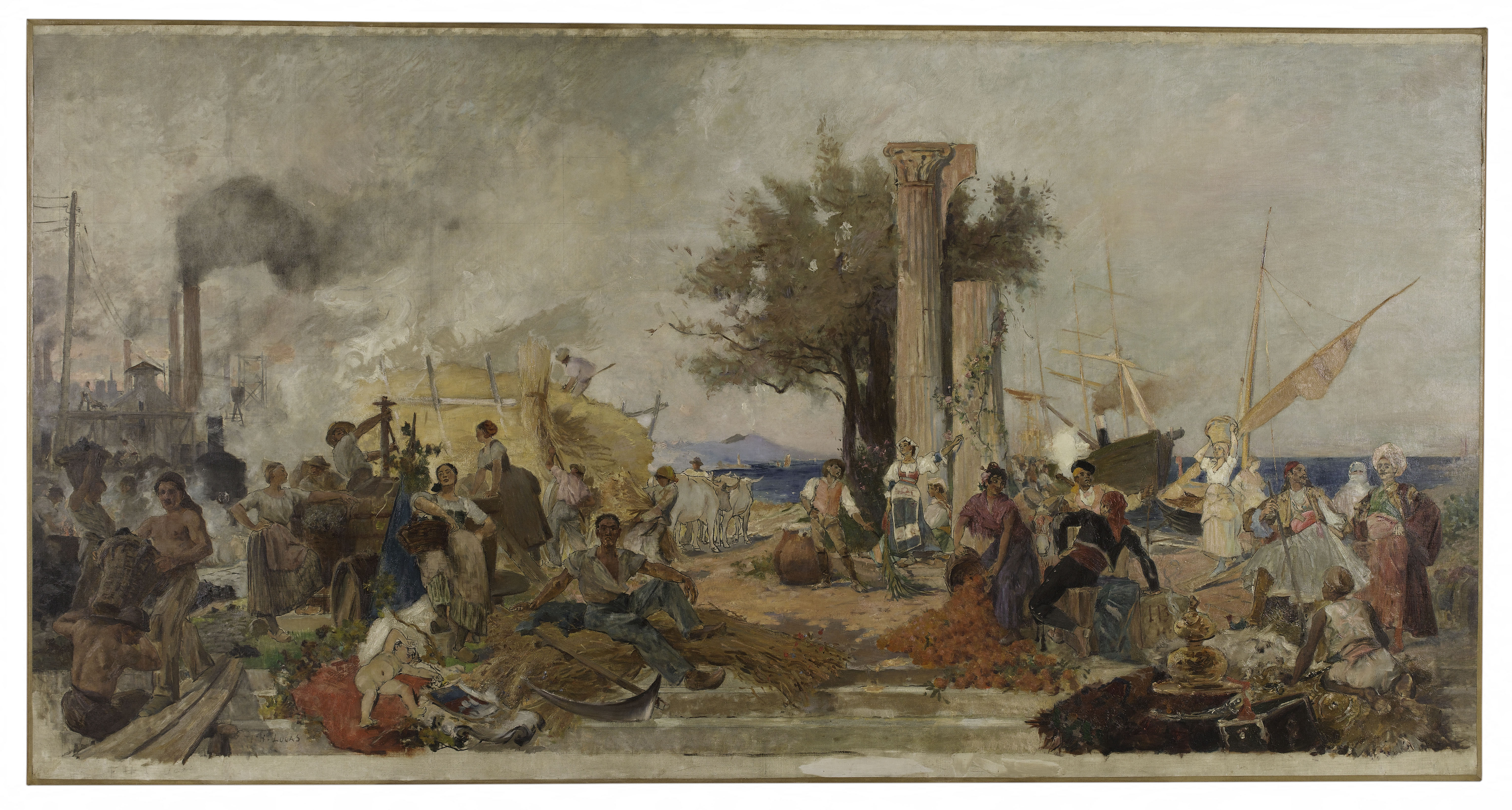
Esquisse pour la Bourse du Commerce de Paris : L'activité commerciale en Europe (vers 1889), Paris, Petit Palais.
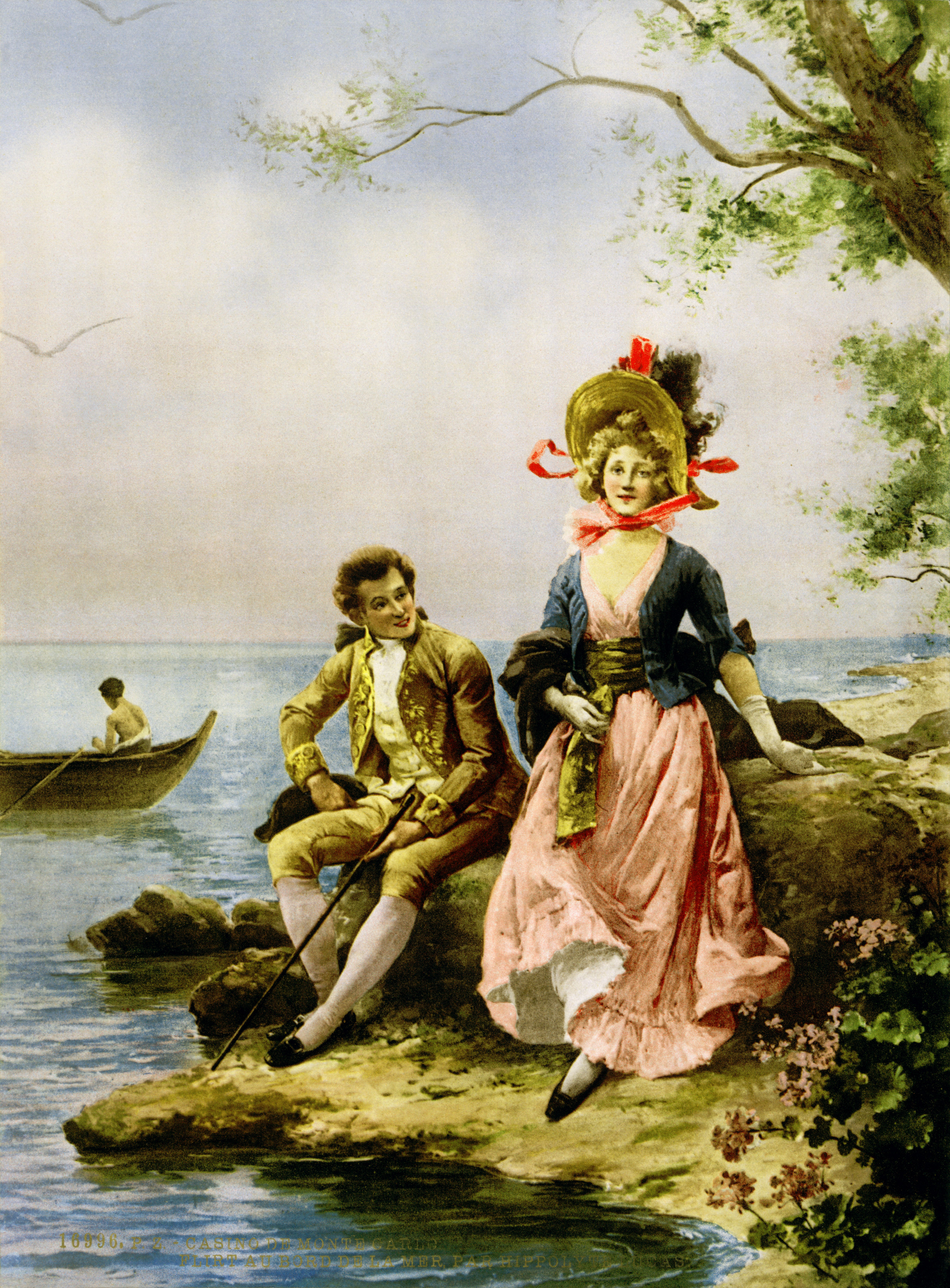
Flirt au bord de la mer (vers 1895), Monaco, casino de Monte-Carlo.
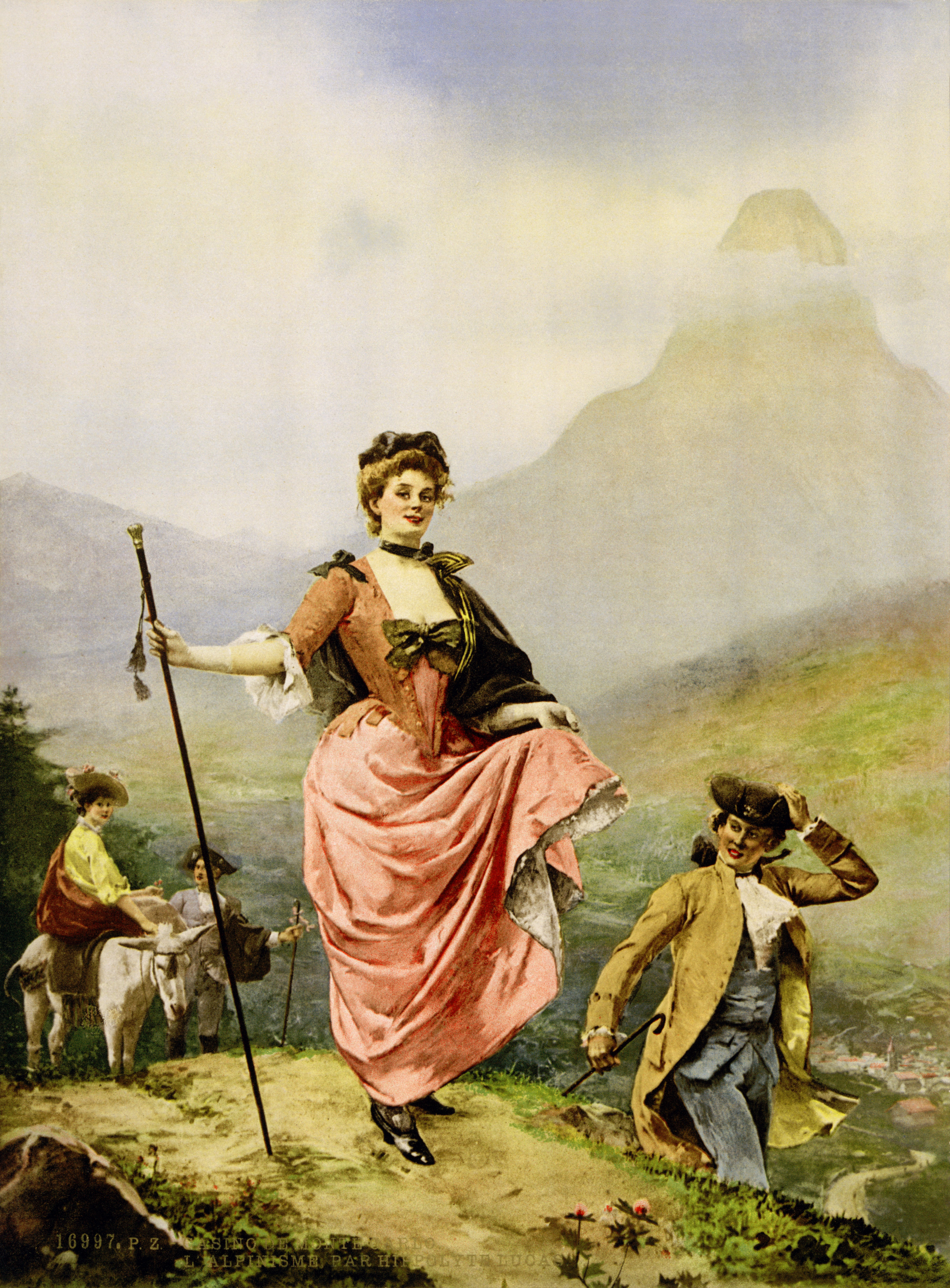
L'Alpinisme (vers 1895), Monaco, casino de Monte-Carlo.
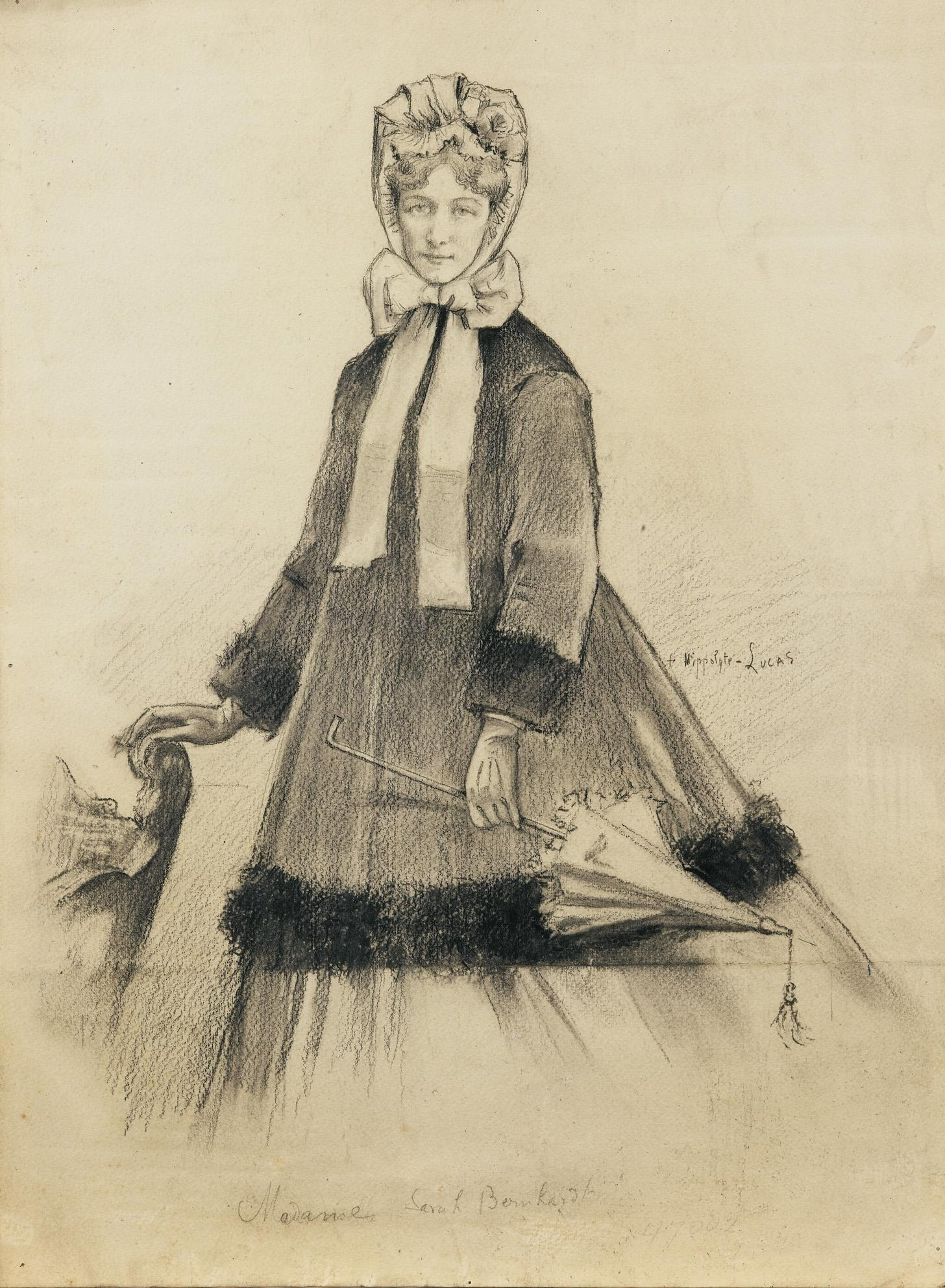
Portrait de Sarah Bernhardt en tenue de ville, localisation inconnue.
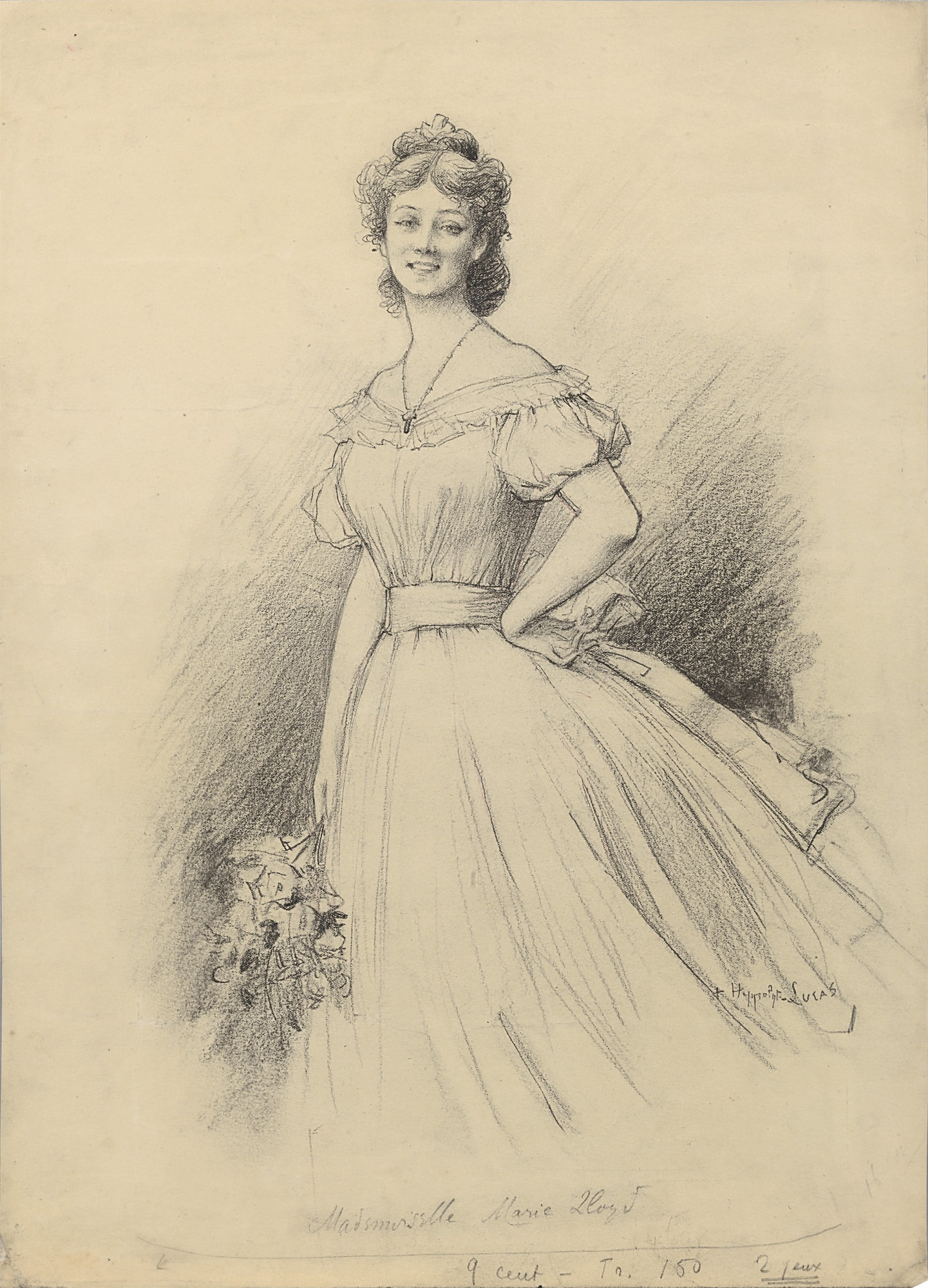
Portrait de Marie Lloyd, localisation inconnue.
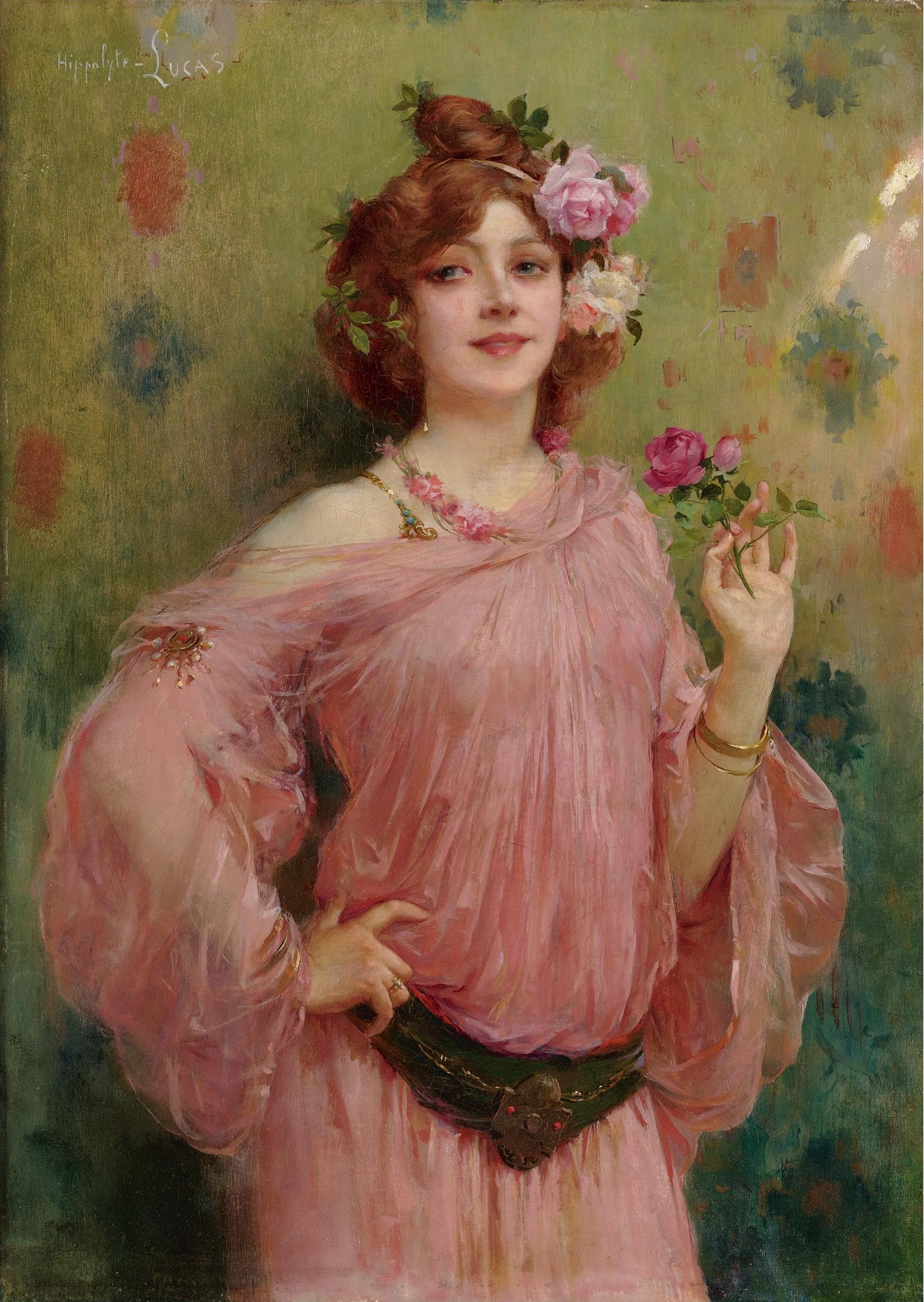
Une beauté en rose, localisation inconnue.
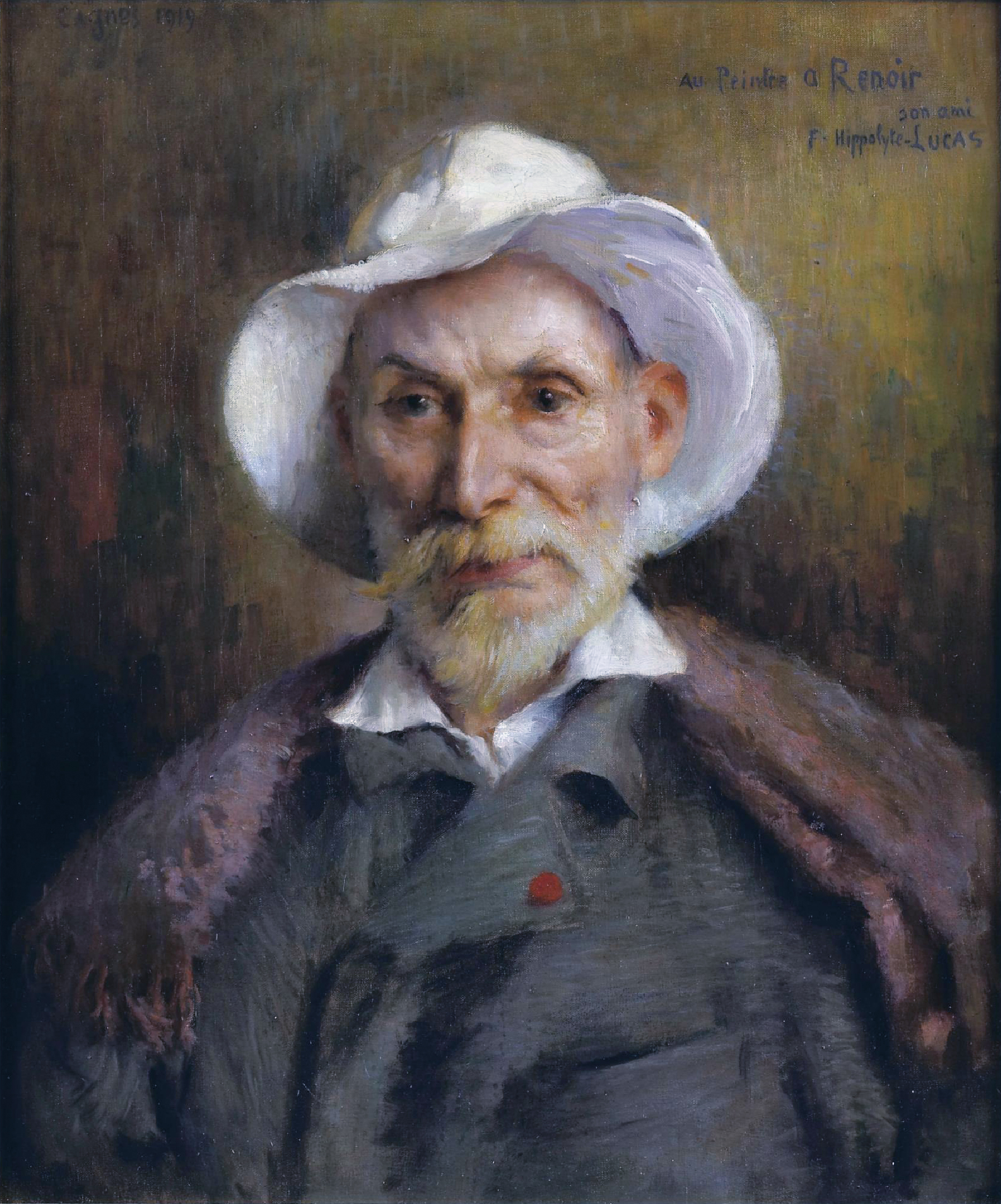
Portrait de Renoir, 1919, localisation inconnue.
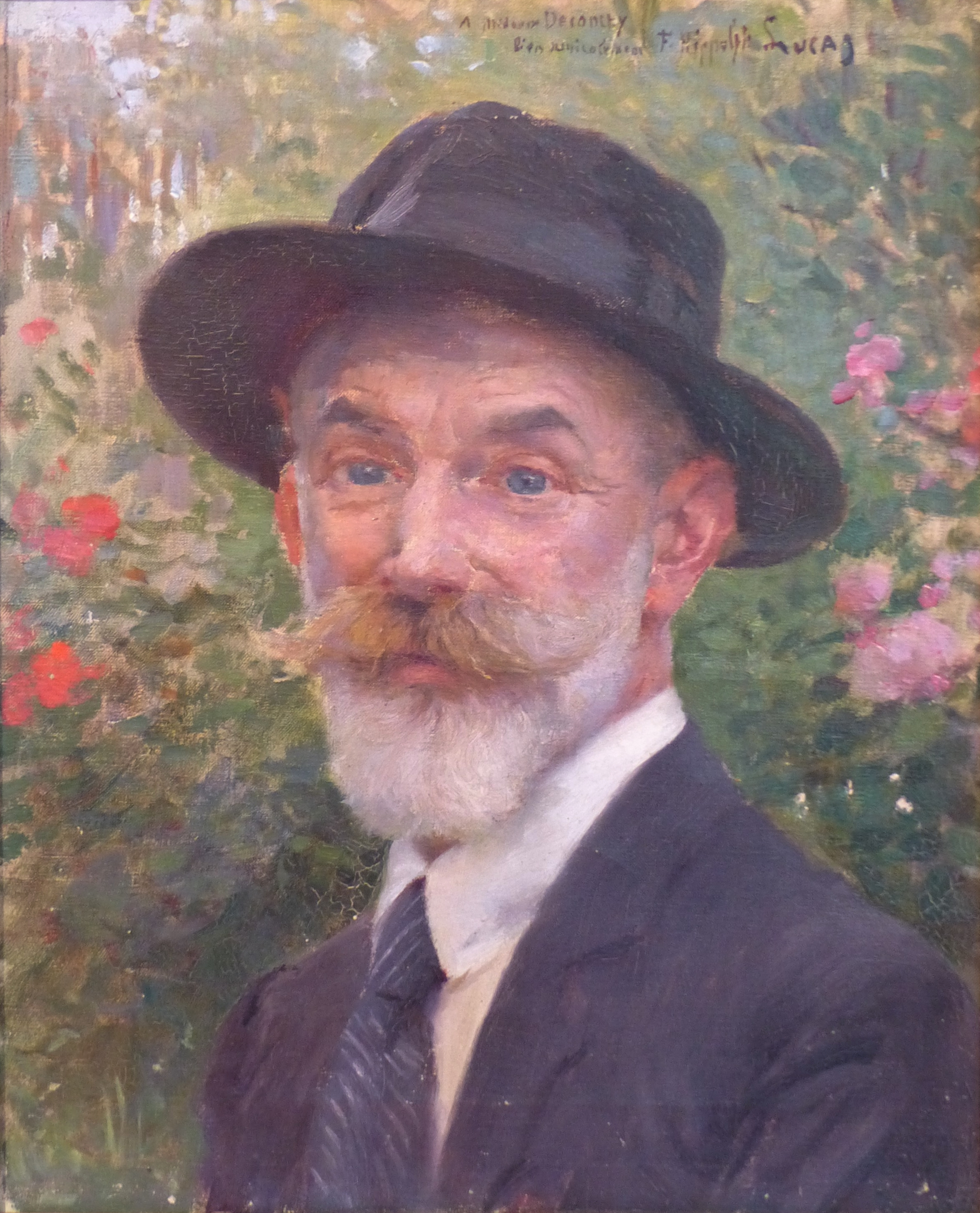
Portrait de Ferdinand Deconchy, vers 1920, musée Renoir de Cagnes-sur-Mer